# Ibn Arabi
Abacar Maomé ibne Ali ibne Arabi (em árabe: أبو بكر محمد بن علي ابن عربي الحطمي; romaniz.: Abū Bakr Muhammad ibn 'Alī ibn 'Arabi; Múrcia, 28 de julho de 1165 – Damasco, 10 de novembro de 1240), mais conhecido como Ibn Arabi, Abenarabi e Ben Arabi foi um místico sufi, filósofo, poeta, viajante e sábio hispano-muçulmano do Alandalus. As suas importantes  e numerosas contribuições em distintos campos das ciências islâmicas valeram-lhe os títulos de Vivificador da Religião (em árabe محيي الدين Muhyi al-Din) e Mestre supremo (em árabe الشيخ الأكبر as-Sheikh al-Akbar), além de o platonismo de sua metafísica tornar-lhe conhecido pelo apelido de o Platonista ou "Filho de Platão" (Ibn Aflatun). Das mais de 800 obras que lhe são atribuídas, 100 sobrevivem no manuscrito original. Seus ensinamentos cosmológicos se tornaram a cosmovisão dominante em muitas partes do mundo islâmico.
Após sua morte, os ensinamentos de Ibn Arabi rapidamente se espalharam pelo mundo islâmico. Seus escritos não se limitavam às elites muçulmanas, mas chegavam aos níveis mais baixos da sociedade através do amplo alcance das ordens sufis. O trabalho de Arabi também se difundiu popularmente através das línguas poéticas no persa, turco e urdu. Muitos poetas populares foram treinados nas ordens sufis e foram inspirados pelos conceitos de Arabi.:2, 3
Segundo a Stanford Encyclopedia of Philosophy, apesar de se espalharem rapidamente no mundo islâmico dentro de um século após a sua morte, os escritos de Ibn Arabi permaneceram desconhecidos ao mundo ocidental até a divulgação acadêmica pelas obras de Henry Corbin, a partir de 1958, e Toshihiko Izutsu. Sua obra praticamente permanece em grande parte sem tradução nas línguas ocidentais - só a sua obra Futûhât contém 37 volumes em manuscritos, imprimidos em 4 tomos, num total de 15000 páginas, e os acadêmicos estão comparando a originalidade de seus pensamentos, com paralelos aos de Eckhart, Cusa, Shankara, Zhuangzi e Dôgen, e descobrindo antecipações da física e filosofia moderna. De menor divulgação, um dos primeiros trabalhos acadêmicos que citam Ibn Arabi foi publicado pelo arabista Miguel Asín Palacios em 1899, que ficou conhecido por propôr em suas obras uma possível influência de Arabi no pensamento de Ramon Llull e na Divina Comédia de Dante, mas seus estudos não foram naquela época tão extensivos do conjunto de pensamento do filósofo árabe e não há ainda evidências suficientes para comprovar alguma influência, apesar da convergência de conceitos devido ao ambiente da filosofia árabe e do neoclassicismo.
O sufi Rumi foi um filósofo e poeta contemporâneo mais jovem e mais conhecido do que Ibn Arabi, apesar de ter escrito uma quantidade menor de obras, com pensamentos e uma poética de exaltação da unicidade de Deus similares, mas não há evidências de que houve influenciação entre os dois pensadores. Ibn Arabi se encontrou uma vez com o pai de Rumi, Baaudim Ualade, em 1216 ou 1217, Rumi estava junto mas era criança, e o que se sabe é que o discípulo e guardador das obras de Arabi, Sadrudim Cunaui, tinha suas palestras frequentadas por Rumi mais tarde e foi-lhe um inspirador.
Uma pesquisa mostrou que o desenho do Taj Mahal foi baseado no Futûhât.

## Biografia
Ibn Arabi era de parentesco misto. Seu pai era um árabe que pertencia à proeminente tribo árabe de Tai, enquanto sua mãe vinha de uma família berbere com laços com o norte da África. Em seus escritos, menciona um falecido tio materno, Iáia ibne Iugane Sanhaji, que fora um rico príncipe da cidade de Tremecém, mas havia deixado essa posição para levar uma vida de espiritualidade depois de encontrar um místico sufi. Seu pai, Ali ibne Maomé, serviu no exército de Abu Abedalá Maomé ibne Sade ibne Mardanis (r. 1147–1172), o governante de Múrcia. Quando ibne Mardanis morreu em 1172, seu pai transferiu sua lealdade ao califa almóada, Abu Iacube Iúçufe I (r. 1163–1184), e novamente foi ao serviço público. Sua família então se mudou de Múrcia para Sevilha. Ibn Arabi cresceu entre a corte reinante e recebeu treinamento militar. Quando jovem, foi secretário do governador de Sevilha.

### Educação
Ibn Arabī afirma em seus escritos que não recebeu nenhuma educação religiosa incomum quando criança, mas que passou muito tempo com os amigos curtindo a infância. Foi na adolescência quando teve uma visão de Deus, escrevendo mais tarde sobre essa experiência inicial como "a diferenciação da realidade universal compreendida por aquele olhar". Afirma ter tido várias visões de Jesus, chamando-o de seu primeiro guia para o caminho de Deus. Seu pai notou essa mudança nele e mencionou-o ao filósofo e juiz ibne Ruxide (Averróis). Averróis pediu para se encontrar com Ibn Arabi, e foi esse encontro inicial em que Ibn Arabi percebeu uma grande diferença entre o conhecimento formal dos pensadores racionais e o desvelamento das verdadeiras intuições sobre a natureza das coisas. Ele adotou o Sufismo e dedicou sua vida ao caminho espiritual.

### Peregrinação a Meca e Jornadas
Ibn Arabi deixou a Espanha pela primeira vez aos 36 anos e chegou a Túnis em 1193. Enquanto esteve lá, recebeu uma visão no ano 1200 instruindo-o a viajar para o leste. Depois de um ano na Tunísia, Ibn Arabi voltou para a Andaluzia em 1194. Seu pai morreu logo depois de chegar a Sevilha, seguido da morte de sua mãe alguns meses depois. Ele então deixou a Espanha pela segunda vez com suas duas irmãs e chegou a Fez, Marrocos, em 1195. Depois de retornar a Córdoba, Espanha, em 1198, Ibn Arabi cruzou o caminho de Gibraltar pela terceira vez em 1200 e deixou a Espanha para sempre. Depois de visitar alguns lugares no Magrebe, ele deixou a Tunísia em 1201 e chegou para o Hajj em 1202. Ele viveu em Meca por três anos. Foi em Meca que ele começou a escrever o seu trabalho Al-Futūḥat al-Makkiyya (الفتوحات المكية, "As Revelações de Meca").
Depois de passar um tempo em Meca, ele viajou pela Síria, Palestina, Iraque e Anatólia.
O ano de 1204 testemunhou uma reunião entre Ibn Arabi e Xeique Majedudim Ixaque ibne Iúçufe (شيخ مجد الدين إسحاق بن يوسف), um nativo de Malatya e um homem de grande reputação na corte seljúcida. Desta vez estava viajando para o norte; primeiro visitaram Medina e em 1205 entraram em Bagdá. Esta visita, além de outros benefícios, ofereceu-lhe a oportunidade de conhecer os discípulos diretos do Xeique Abdalcáder Jilani. Ibn Arabi ficou lá por apenas 12 dias, porque queria visitar Moçul para ver seu amigo Al ibne Abedalá ibne Jami, um discípulo de Cadibe Albane (قضيب البان). Lá ele passou o mês de Ramaḍã e compôs Tanazzulāt al-Mawṣiliyya (تنزلات الموصلية), Kitāb al-Jalāl wa'l-Jamāl (كتاب الجلال والجمال, "O Livro de Majestade e Beleza") e Kunh mālā Budda lil-MurīdMinhu.
No ano de 1206 ele visitou Jerusalém, Meca e o Egito. Foi a primeira vez que ele passou pela Síria, visitando Alepo e Damasco.[carece de fontes?] Mais tarde, em 1207, retornou a Meca, onde continuou a estudar e escrever, tornando-se conhecido das famílias mais influentes e letradas de Meca e passando seu tempo com seu amigo Abu Xuja bin Rustem e família. Rustem tinha uma filha chamada “Harmonia” (Niẓām), cuja beleza, virtude e conhecimento inspiraram Ibn 'Arabi a escrever seu conjunto mais refinado de poemas, o Tarjumān al-Ashwāq, a partir de se conhecerem em 1202; Ibn Arabi a descreve em seu relato:
Seu nome era Nizām (Harmonia) e seu sobrenome 'Ain al-Shams (Olho do Sol). Ela era religiosa, instruída, asceta, sábia entre os sábios dos Lugares Santos.
Em suas poesias, Ibn Arabi se inspirou na importância do amor e da unidade das religiões nele, da contemplação elevada de todas as coisas e uma visão sagrada do feminino:
A contemplação da Realidade sem apoio formal não é possível, pois Deus, em Sua Essência, está muito além de toda necessidade do Cosmos. Já que, portanto, alguma forma de apoio é necessária, o melhor e mais perfeito tipo é a contemplação de Deus nas mulheres.
Nessa época, ele compôs o seu mais conhecido poema, "Um Jardim entre as Chamas":
Ó Maravilha,
um jardim por entre as chamas!
Meu coração tornou-se capaz
de todas as formas:
É um pasto de gazelas, 
o convento do cristão,
Um templo para os ídolos, 
a Caaba do peregrino,
o rolo da Torá, 
o texto do Corão.
Sigo a religião do Amor.
Para onde quer que avancem as caravanas do Amor,
lá é meu credo
e mantenho minha fé.
Ele também decidiu se casar, e teve por primeira esposa Fátima binte Iunus Amir Haramaine, cuja família era responsável por vigiar Meca e Medina e assegurar a peregrinação. Em um ano, por volta de 1203, Ibn Arabi teve seu primeiro filho, Maomé Imadudine, a quem dedicara a primeira cópia do Futûhât. Nasceu uma filha depois, Zainabe, e posteriormente ele teve uma segunda esposa, Mariam.
Os próximos quatro a cinco anos da vida de Ibn Arabī passaram-se nessas terras e também continuou viajando e realizando sessões de leitura de suas obras em sua própria presença.[carece de fontes?] Em 1221, Majedudim Ixaque, amigo de Ibn Arabi, faleceu, e Arabi responsabilizou-se em casar com a viúva para criar e educar o filho que deixara, Sadrudim. Nessa época, Ibn Arabi teve também seu segundo filho, Maomé Sadudim. Em 22 Rabī 'al-Thānī 638 AH (8 de novembro de 1240) com a idade de setenta e cinco anos, Ibn' Arabī morreu em Damasco.

## Al-Insān al-kāmil
A doutrina do homem perfeito (Al-Insān al-Kāmil) é popularmente considerada um título honorífico atribuído a Maomé, tendo suas origens no misticismo islâmico, embora a origem do conceito seja controversa e disputada. Arabi pode ter cunhado primeiro este termo referindo-se a Adão, como encontrado em sua obra Fusus al-hikam, explicado como um indivíduo que se liga ao Divino e à criação.
Tomando uma ideia já comum na cultura Sufi, Ibn Arabi aplicou uma profunda análise e reflexão sobre o conceito de um ser humano perfeito e sua busca no cumprimento desse objetivo. Ao desenvolver sua explicação do ser perfeito, Ibn Arabi primeiro discute a questão da unidade através da metáfora do espelho.
Nessa metáfora filosófica, Ibn Arabi compara um objeto sendo refletido em incontáveis espelhos à relação entre Deus e suas criaturas. A essência de Deus é vista no ser humano existente, pois Deus é o objeto e os seres humanos são os espelhos. Significando duas coisas: que desde que os humanos são meros reflexos de Deus, não pode haver distinção ou separação entre os dois e, sem Deus, as criaturas seriam inexistentes. Quando um indivíduo entende que não há separação entre o humano e Deus, ele se inicia no caminho da unidade final. Aquele que decide caminhar nesta unidade persegue a verdadeira realidade e responde ao desejo de Deus de ser conhecido. A busca interior por essa realidade da unidade faz com que alguém se reúna com Deus, assim como melhora a sua autoconsciência.
O humano perfeito, através desta autoconsciência e auto-realização desenvolvidas, estimula a auto-manifestação divina. Isso faz com que o humano perfeito seja de origem divina e terrena. Ibn Arabi metaforicamente chama-o de Barzakh (Istmo). Sendo um Istmo entre o céu e a terra, o ser humano perfeito preenche o desejo de Deus de ser conhecido. A presença de Deus pode ser realizada através dele pelos outros. Ibn Arabi expressou que através da auto manifestação adquire-se conhecimento divino, o que ele chamou de espírito primordial de Maomé e toda a sua perfeição. Ibn Arabi detalha que o humano perfeito é do cosmos para o divino e transmite o espírito divino ao cosmos.
Ibn Arabi explicou ainda o conceito de homem perfeito usando pelo menos vinte e duas descrições diferentes e vários aspectos ao considerar o Logos.  Ele contemplava o Logos, ou "Homem Universal", como uma mediação entre o ser humano individual e a essência divina.
Ibn Arabi acreditava que Maomé era o homem perfeito primário que exemplifica a moralidade de Deus. Ibn Arabi considerou que a primeira entidade trazida à existência era a realidade ou essência de Maomé (al-Qaqīqa al-Muhammadiyya), mestre de todas as criaturas, e um modelo de papel principal para os seres humanos imitarem. Ibn Arabi acreditava que os atributos e nomes de Deus se manifestam neste mundo, com a exibição mais completa e perfeita desses atributos e nomes divinos vistos em Maomé. Ibn Arabi acreditava que se pode ver Deus no espelho de Maomé. Ele afirmou que Maomé era a melhor prova de Deus e, conhecendo Maomé, conhece-se a Deus.
Ibn Arabi também descreveu Adão, Noé, Abraão, Moisés, Jesus e todos os outros profetas e vários Awliya Allah (santos muçulmanos) como homens perfeitos, mas nunca se cansou de atribuir soberania, fonte inspiradora e posição mais elevada a Maomé. Ibn Arabi compara seu próprio status como um homem perfeito como sendo apenas uma dimensão à natureza abrangente de Maomé. Ibn 'Arabi faz afirmações extraordinárias a respeito de seu próprio nível espiritual, mas qualificando essa correlação audaciosa ao afirmar que sua perfeição "herdada" é apenas uma simples dimensão da perfeição abrangente de Maomé.
Ibn Arabi descreveu Jesus como o espírito e, simultaneamente, um servo de Deus. Jesus é considerado "um com Deus" em toda coincidência de sua vontade com a vontade de Deus. Devido ao espírito de Deus habitando em Jesus, Deus falou e agiu através dele. Ibn Arabi descreve Jesus como uma pessoa dentro da palavra e do espírito de Deus e uma manifestação dos atributos de Deus, como um espelho.

## Obra
Ibn Arabi foi o mais profícuo escritor de textos dedicados ao sufismo, com pelo menos 239 obras catalogadas.

### Traduzida para o português do Brasil
- Epístola das Luzes (Risalāt al-Anwār), 2023, Editora Bismillah.
- O Segredo dos Nomes de Deus, 2020, Attar Editorial.
- A Alquimia da Felicidade Perfeita, 2002, Editora LANDY.

### Traduzida para o português de Portugal
- O Adorno dos Abdāl (Hilyat al-Abdāl). Edição bilingue comentada por Mário Vieira. Al-Barzakh, Vale do Infante, 2007. ISBN 972-9098-94-8
- Epístola das Luzes (Risalāt al-Anwār). Edição bilingue comentada por Mário Vieira. Al-Barzakh, Vale do Infante, 2009. ISBN 978-989-95273-2-4

### Traduzida para o francês
- Le livre de l'Extinction dans la Contemplation (Kitâb al-fanâ fî l-mushâhada), 1984
- Le Traité de l'Amour, ch. 178 des Al-Futûhât al-Makkiya, Illuminations de La Mecque), trad. Maurice Gloton, Albin Michel, col. "Spiritualités vivantes", 1986
- Le Traité de l'Unité d'Awhad al-Din Balyani, atribuído incorrectamente a Ibn ’Arabi
- Le Voyage vers le Maître de la Puissance. Manuel soufi de méditation (Traité sur les lumières dans les secrets accordés à celui qui entreprend la retraite. Risalat-ul-anwar fima yumnah sahib al-khalwa min al-asrar), trad. (1987) da tradução inglesa, Pocket, 1994.
- Les Illuminations de La Mecque  (Le livre des Conquêtes Spirituelles mecquoises) (Al-Futûhât al-Makkiyya, 1203-1238), tradução Michel Chodkiewicz (1988), Albin Michel, col. "Spiritualités vivantes", 2008, 353 p.
- Le livre des chatons des sagesses (Kitâb Fusûs al-hikam), tradução integral, edições AL-Bouraq, 1999. Disponível noutra versão: La Sagesse des Prophètes, trad. parcial, Albin Michel, coll. "Spiritualités vivantes", 1974, réed. 2008.
- L'Alchimie du Bonheur parfait, das Illuminations de La Mecque, Berg International, 1981  ISBN 2-900269-17-2
- L'interprête des désirs ardents (Tardjumân al-ashwâq), trad. M. Gloton, Albin Michel, col. "Spiritualités vivantes", 1996. Disponível outra versão: Le Chant de l'ardent désir, tradução Sami Ali, éd. Sindbad, Paris, 2006 ISBN 2742765027 Erro de parâmetro em {{ISBN}}: soma de verificação.
- L'Arbre du Monde, Paris, 1982.
- La production des cercles (Kitâb inshâ' ad-dawâ'ir al-ihâtiyya), édição do texto árabe Nyberg, tradução e introdução Paul Fenton e Maurice Gloton, Éditions de l'Éclat, 1996.
- le livre de l'arbre et des quatre oiseaux (Risâlat al-ittihâd al-kawnî), trad. D. Gril, Les Deux Océans, 1984.
- L'Harmonie parfaite d'Ibn Arabi, Albin Michel, 2001. Com caligrafias de Hassan Massoudy.
- La prière du jour du vendredi: extracto do capítulo 69 de Al-Futūhāt al-Makkiya, éd. al-Bustane, Paris, 1994 ISBN 291085602X
- Les trente-six attestations coraniques de l'unité, éd. al-Bustane, Paris, 1994 ISBN 2910856011
- Le Maître d'amour, ilustrações de Nja Mahdaoui, texto de Rodrigo de Zayas - éd. Albin Michel.
- Le dévoilement des effets du voyage (Kitâb al-isfâr 'an natâ'ij al-asfâr), edição do texto árabe, tradução, introdução e notas de Denis Gril, Éditions de l'Éclat, 1994,  texto online
- La vie merveilleuse de Dhû-l-Nûn l'égyptien (al-Kawkab al durrî fî manâqib Dhi l- Nûn al-Misrî), trad. Roger Deladrière, éd. Sindbad, Paris, 1994 ISBN 2727401575 Erro de parâmetro em {{ISBN}}: soma de verificação
- La profession de foi (Tadhkirât al-khawâçç), trad. Roger Deladrière, éd. Sindbad, Paris, 1995 ISBN 2727401964 Erro de parâmetro em {{ISBN}}: soma de verificação
- Les soufis d'Andalousie, traduit par R. W. J. Austin, éd. Sindbad, Paris, 1995 ISBN 2727401551 Erro de parâmetro em {{ISBN}}: soma de verificação
- Le livre des contemplations divines (Kitâb Mashâhid l'asrar al-qudsiyya wa matâli' al-anwâr al-ilâhiyya), trad. Stéphane Ruspoli, éd. Sindbad, Paris, 1999 ISBN 2742723935
- De la mort à la résurrection, trad. Maurice Gloton, éd. Bouraq, Paris 2009 ISBN 9782841613618
- Les secrets des noms de Dieu, trad. Pablo Beneito, éd. Bouraq, Paris 2010 ISBN 9782841611874

### Traduzida para o castelhano
- El esplendor de los frutos del viaje, trad. Carlos Varona Narvión. Madrid, Ediciones Siruela, 2008. ISBN 978-84-9841-213-0
- El libro de la extinción de la contemplación, Málaga, Editorial Sírio, 2007ISBN 978-84-7808-542-2
- Los sufíes de andalucía, Málaga, Editorial Sírio, 2007. ISBN 978-84-7808-553-8
- Textos sobre el ayuno de Ibn Arabi, Madrid, Mandala ediciones, 2005. ISBN 978-84-88769-86-2
- La taberna de las luces: poesía sufí de Al-Ándalus y el Magreb (del siglo XII al siglo XX), Múrcia, Editora regional de Murcia , 2004. ISBN 978-84-7564-279-6
- El divino gobierno del reino humano. Lo que necesita el buscador. Tratado sobre el Uno y Único, Córdova, Almuzara, 2004. ISBN 978-84-933901-0-5
- Tratado de la unidad y otros textos sufíes, Palma de Maiorca, José J. de Olañeta, 2004. ISBN 978-84-9716-338-5
- Las contemplaciones de los misterios, Múrcia, Editora regional de Murcia, 2003. ISBN 978-84-7564-265-9
- El intérprete de los deseos: Taryuman Al-Aswaq, Múrcia, Editoria regional de Murcia, 2002. ISBN 978-84-7564-241-3
- Tratado de la unidad, Barcelona, Índigo, 2002. ISBN 978-84-89768-67-3
- Las iluminaciones de la meca: textos escogidos, Madrid, Ediciones Siruela, 1996. ISBN 84-7844-309-6
- Los engarces de la sabiduría, Madrid, Ediciones Hiperión, 1991. ISBN 84-7517-332-2
- Casidas de amor profano y místico, México, Porrua, 1988. ISBN 978-968-08-6402-7